# (14426) Katotsuyoshi
(14426) Katotsuyoshi est un astéroïde de la ceinture principale.

## Description
(14426) Katotsuyoshi est un astéroïde de la ceinture principale. Il fut découvert le 29 octobre 1991 à Kitami par Kin Endate et Kazuro Watanabe. Il présente une orbite caractérisée par un demi-grand axe de 2,32 UA, une excentricité de 0,20 et une inclinaison de 4,7° par rapport à l'écliptique.

## Compléments